# Шулдан
Шулдан — печерний монастир у Криму, який знаходиться на однойменній горі, пам'ятка архітектури національного значення (охор. № 010096).

## Географія
Розташований за 1,5 км на північ від сучасного села Тернівка. Назва «Шулдан» перекладається як той, що «віддає відлуння», інші варіанти: з грецької та кримськорумейської — імовірно, Печера-ластівка /варіант — неприступне місце.
Монастир вирубано в скелі на південному урвищі гори Шулдан у Шульській долині. З півдня до нього йде дорога від села Тернівка, з півночі до нього можна дістатися через прохід Кафка-Богаз, який знаходиться на північному заході від монастиря.

## Історія
Монастир цей був заснований в VIII столітті монахами-іконошанувальниками, біженцями з Візантії, які втекли звідти в період боротьби з іконами імператорами (басилевсами) Візантії з Ісаврійської династії Левом та Костянтином. Скоріше за все вони були ченцями з Афону й мали досвід будівництва монастирів у печерах. В подальшому, скоріш за все, був складовою частиною монастиря Чилтер-Мармара.
Монастир діяв до XV—XVI століть, тобто до періоду встановлення влади Османської імперії на кримських землях та загибелі князівства Феодоро.
До речі, в штучних печерах донині збереглися фрески ХІІ-XIII століть, більше того, зараз тут знову живуть ченці.

## Опис
Збереглося близько двадцяти печер природного і штучного походження, розташованих в два яруси, які з'єднувалися між собою вирубаними в скелі сходами і становили єдиний монастирський ансамбль.
I-й (нижній) ярус: є природним гротом з храмом № 1, хрестильнею, каплицею, господарськими та житловими приміщеннями. Храм № 1 в плані — витягнутий прямокутник з напівциркульним склепінням, має трьохчастинне планування: вівтар, наос, нартекс. Вівтарна апсида підковообразна (3х2,55х3,65м), з двохрівневим сінтроном і горним місцем піднята над рівнем підлоги наосу на 0,15, відокремлювалася скельною вівтарною перепоною (0,12х1,4м); в підлозі підрубки для встановлення царських врат і прямокутне поглиблення для престолу з поглибленням для вкладення мощей (від підстави престолу збереглося два камені). Наос прямокутний, розмірами 4х3,3х3,65 м, відокремлювався від апсиди напівциркульною аркою; в північній стіні вирубані виступ-лава і аркосоль над могилою в підлозі; над лавою залишки фрескового розпису із зображенням святих в ріст і Богоматері з Немовлям; вся композиція на синьому тлі, обрамлена червоною рамкою-облямівкою; описана Струковим (1876), Бертьє-Делагардом (1886), Бабенчиковим (1935), Домбровським (1966) — нині втрачена; в південній стіні вирубаний дверний проріз і ніша з вікном, під нею — гробниця; в західній стіні ніша для ікони. Нартекс частково зруйнований, його приблизні розміри: 2,6х3,2х2,6 м; вздовж північної стіни вирубана лава, в південній — вихід на південний майданчик і балкон, що нависає над прірвою.
Хрещальня (2,1х2,05х2м) з'єднувалася з південною стіною вівтаря дверним прорізом (1,95х0,73) з арочним верхом і двома сходинками; в плані прямокутна, із заокругленою східною частиною, в східній стіні ніша з купіллю, в південній — вікно (1,25х0,65х0,8м).
Каплиця (4,1х2,1х1,95м) примикає до північної сторони храму, в плані — неправильний прямокутник, має два входи: арочний із заходу (з нартекса) з вирубаною над ним нішею для ікони і з наосу; в північній стіні усипальниця, під нею в підлозі гробниця.
Приміщення з вирубками в підлозі (на захід від хрестильні): кругла яма з прямокутною підрубкою (1,6х1,1х1,2м). Можливо, залишки більш ранньої купелі або могили, переробленої з господарської ями.
II-й ярус: на думку більшості дослідників, печерне приміщення над східним входом до монастиря являло собою храм № 2 (не виключено інше функціональне призначення приміщення); потрапити в нього можна було з гроту по сходах (в теперішній час частково зруйновані). Храм № 2 має неправильну в плані форму, розмірами 9,6х4,7х1,9 м. Вівтар відокремлювався від наосу дерев'яною перешкодою (збереглися підрубки в скелі); престол у вигляді невеликої арочної ніші, вирубаної в східній стіні печери, з південного боку — скельний виступ, який був жертовником. Уздовж північної стіни наосу лава, що заходить до вівтаря; в південній стіні три вікна.

## Дослідження
Описаний Д. М. Струковим (1876), А. Л. Бертьє-Делгардом (1886), Н. І. Репніковим («Археологическая карта»), О. І. Домбровським (1966), Ю. М. Могаричевым (1997). Зачистка приміщень, архітектурі обміри: В. П. Бабенчиков (1935). Знахідки (1935): фрагменти пізньовізантійської червоноглиняної простої і полив'яної кераміки.

## Галерея

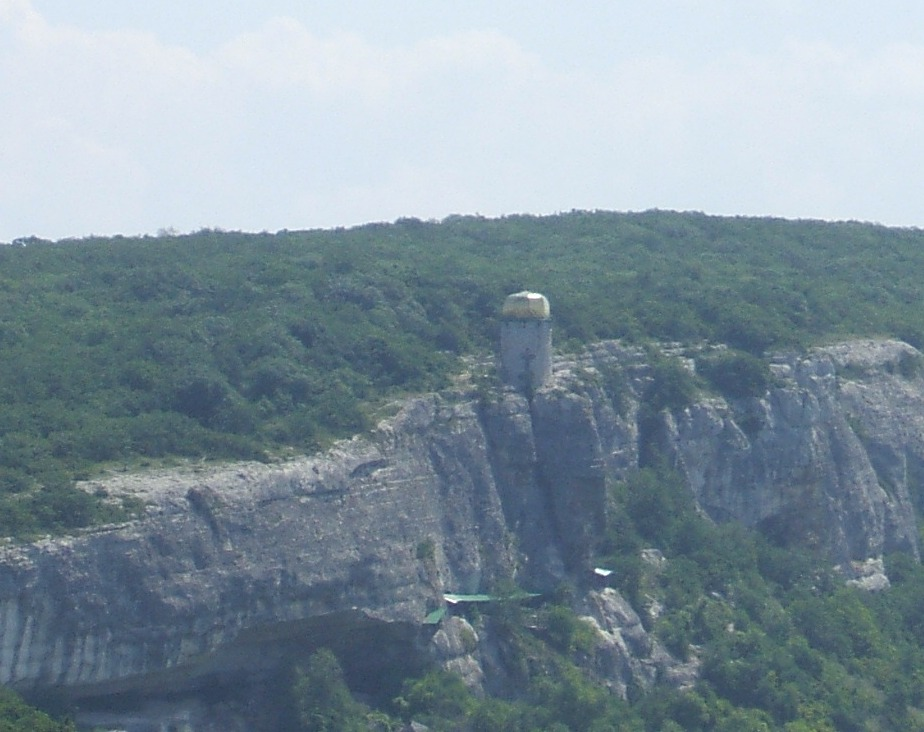
Вид на печерний монастир Шулдан з гори над Терновкою
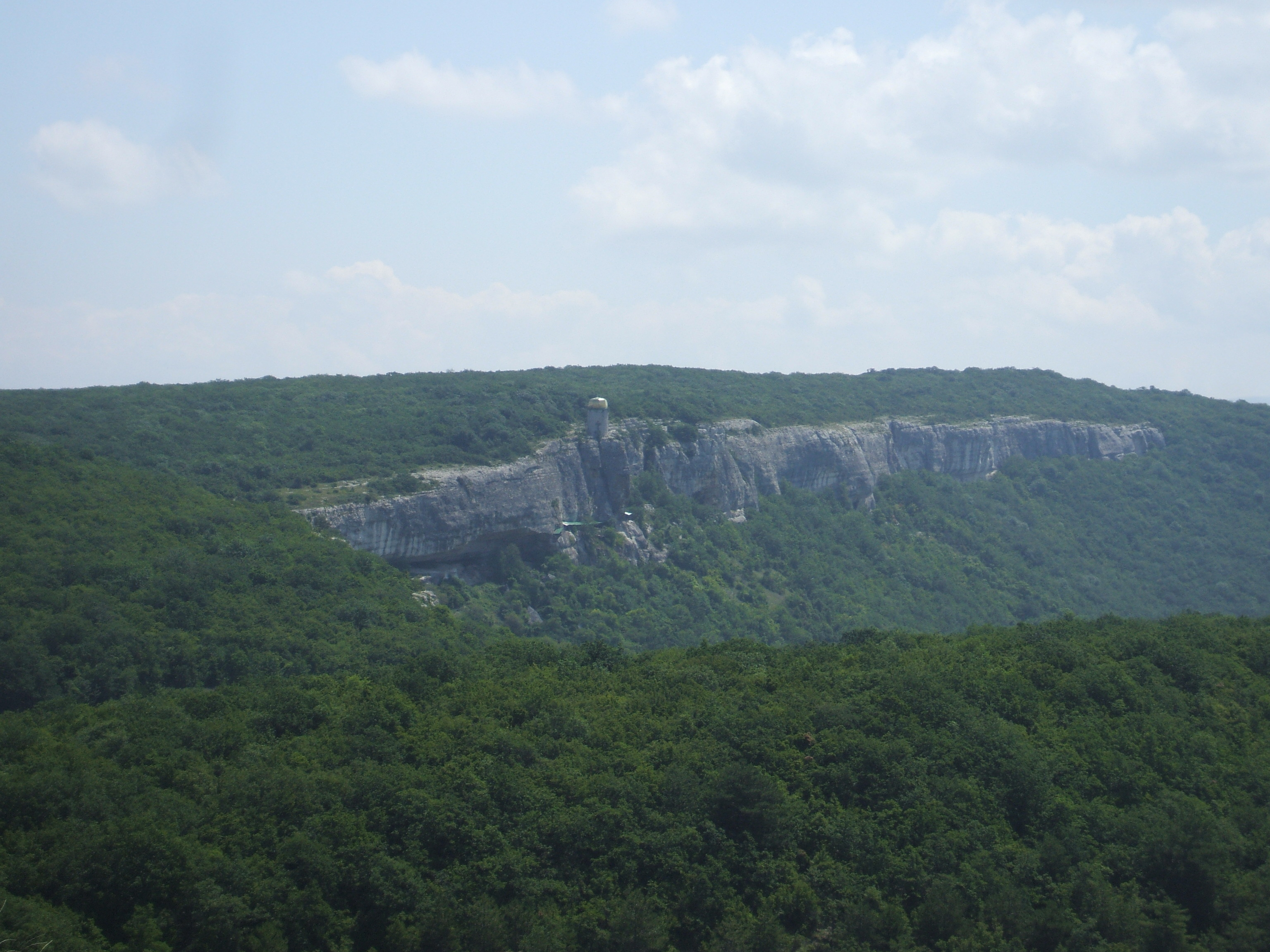
Панорама Шулдану з протилежної гори
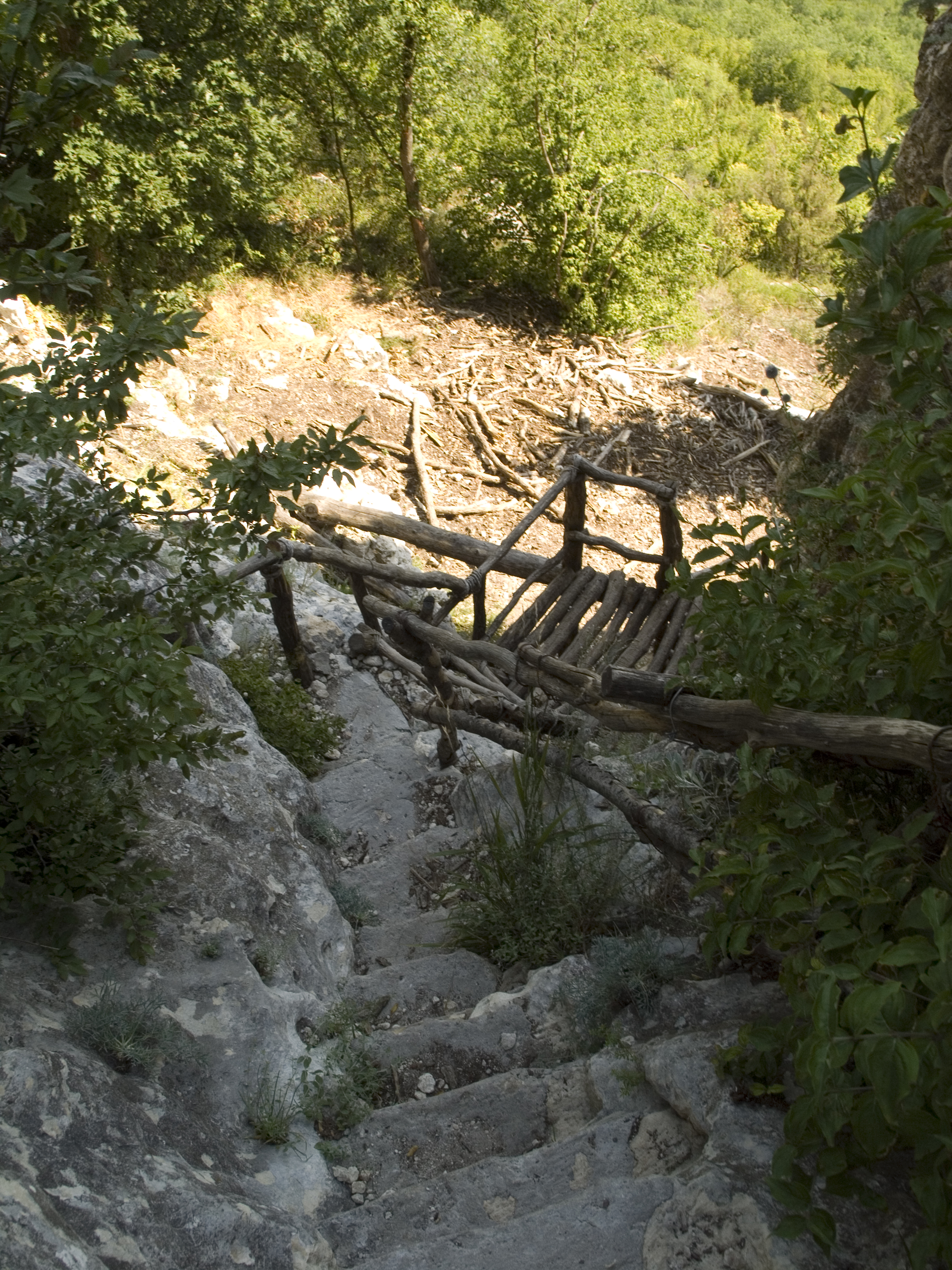
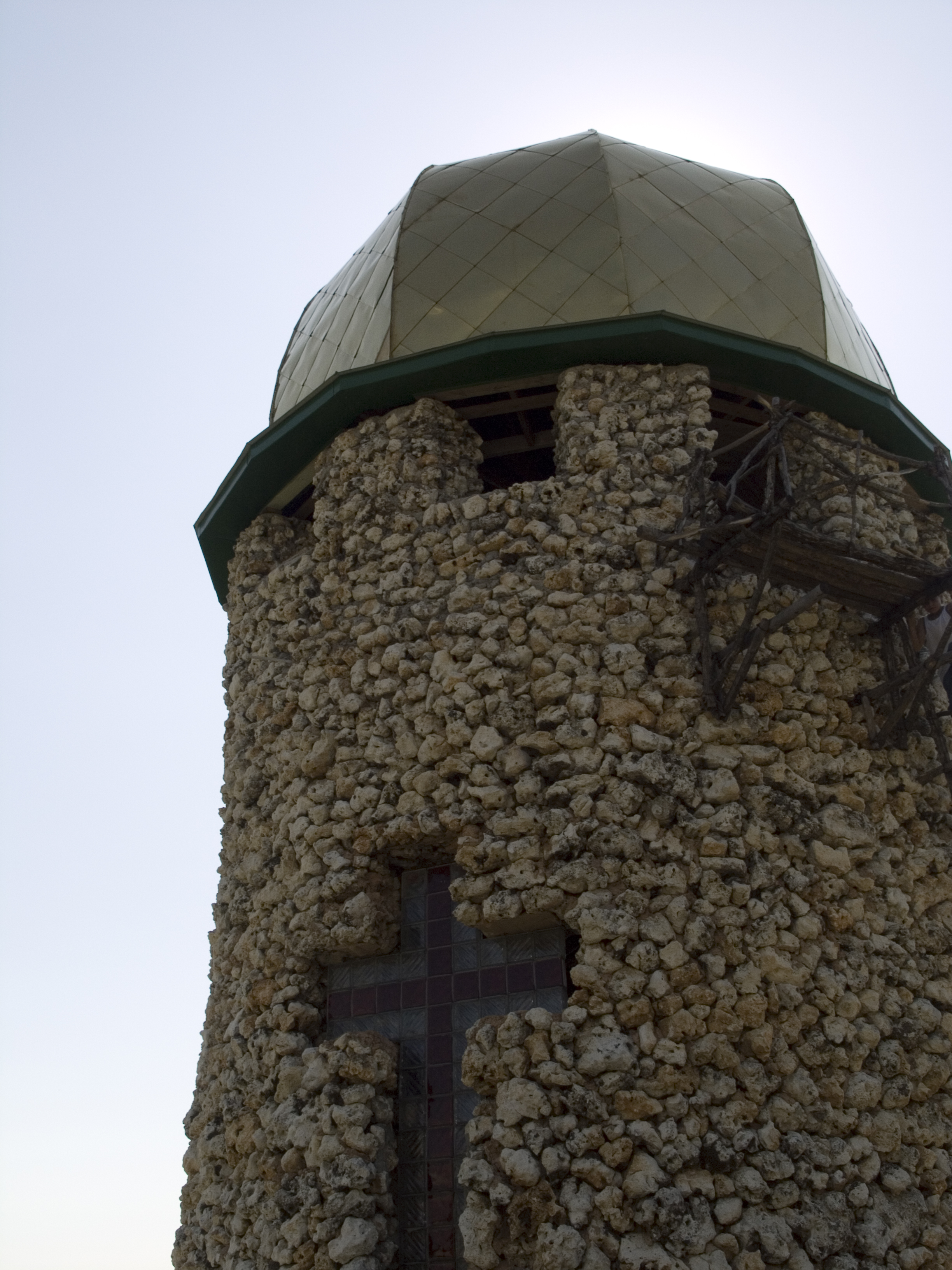
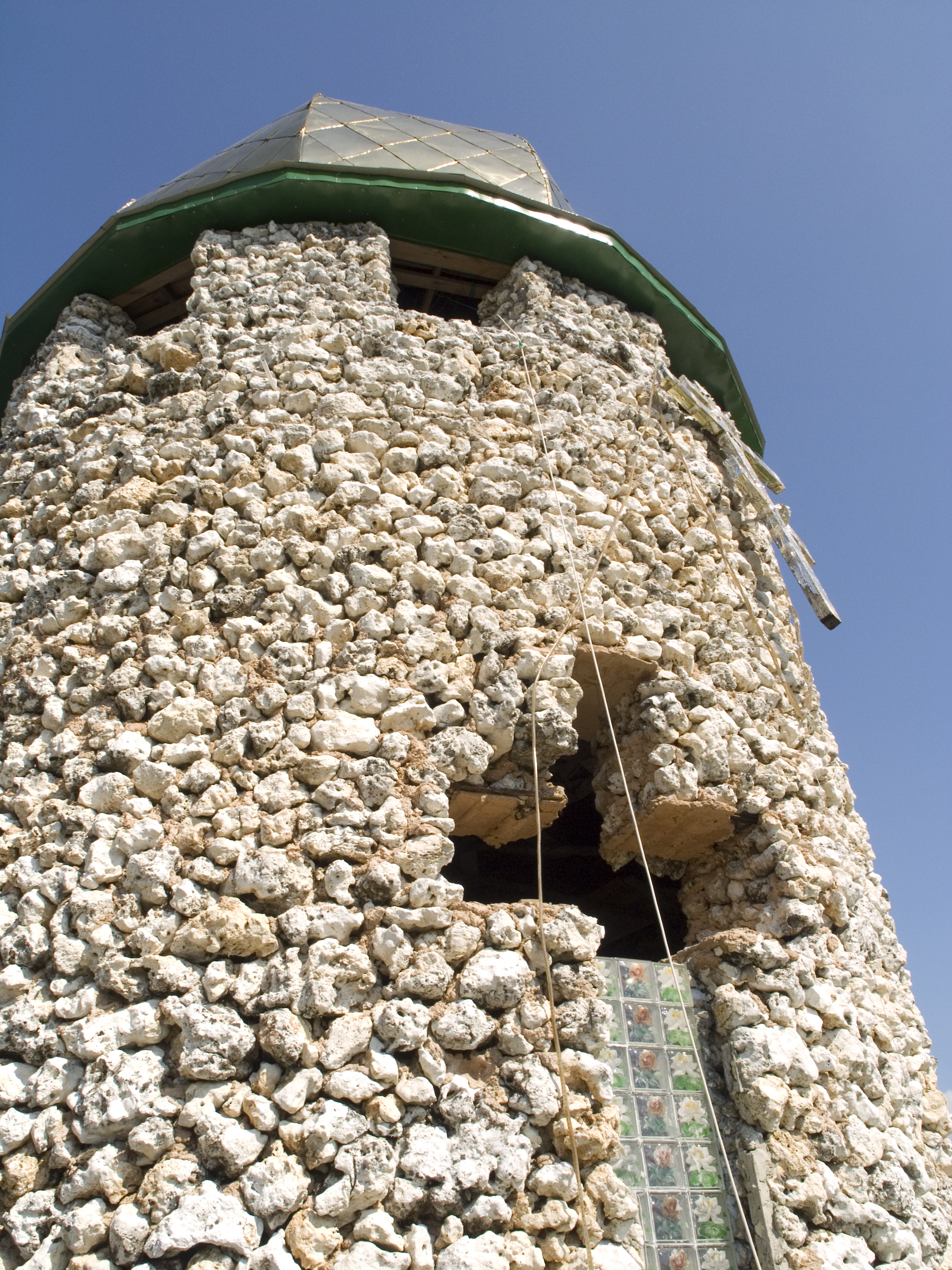
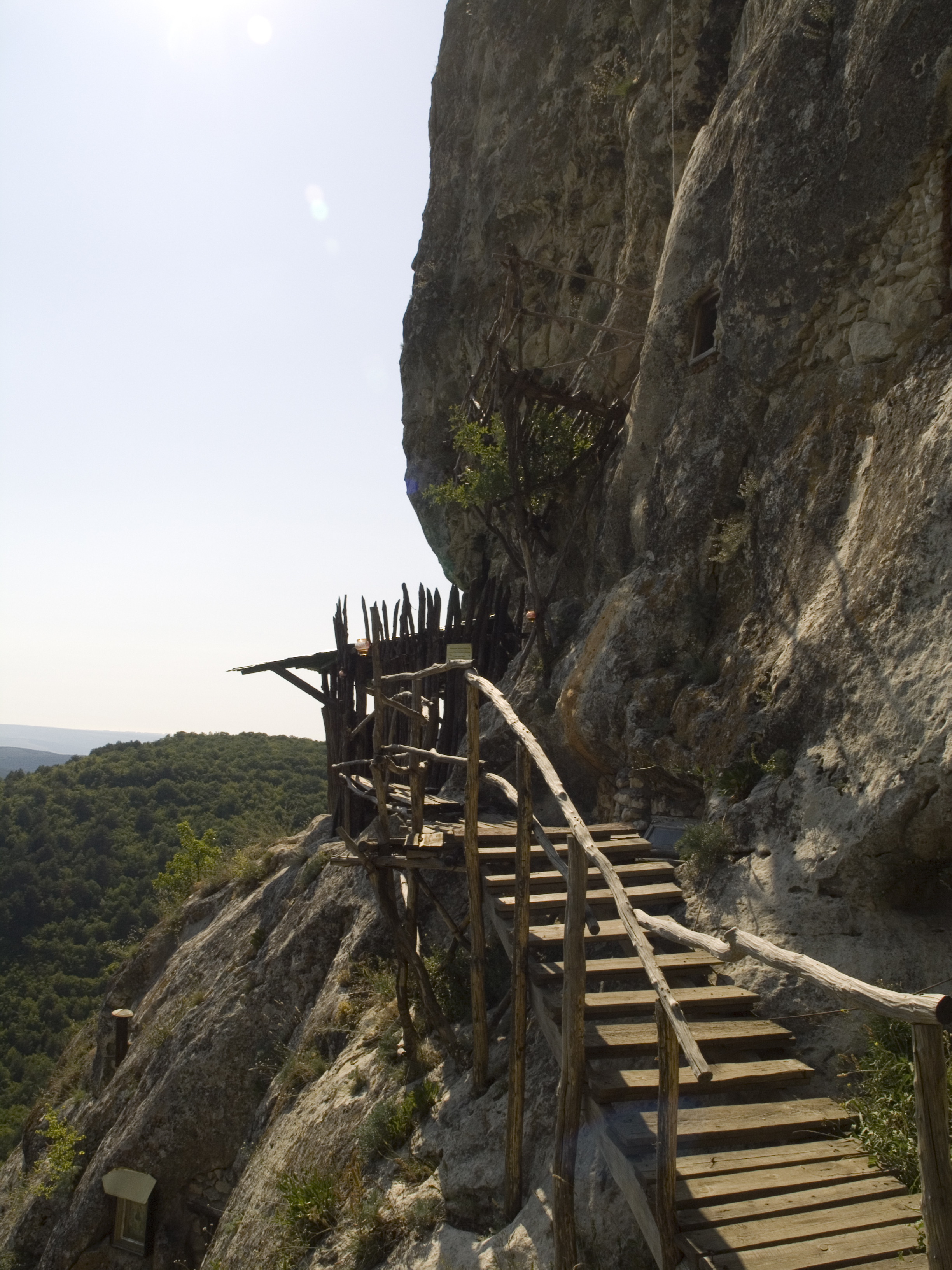
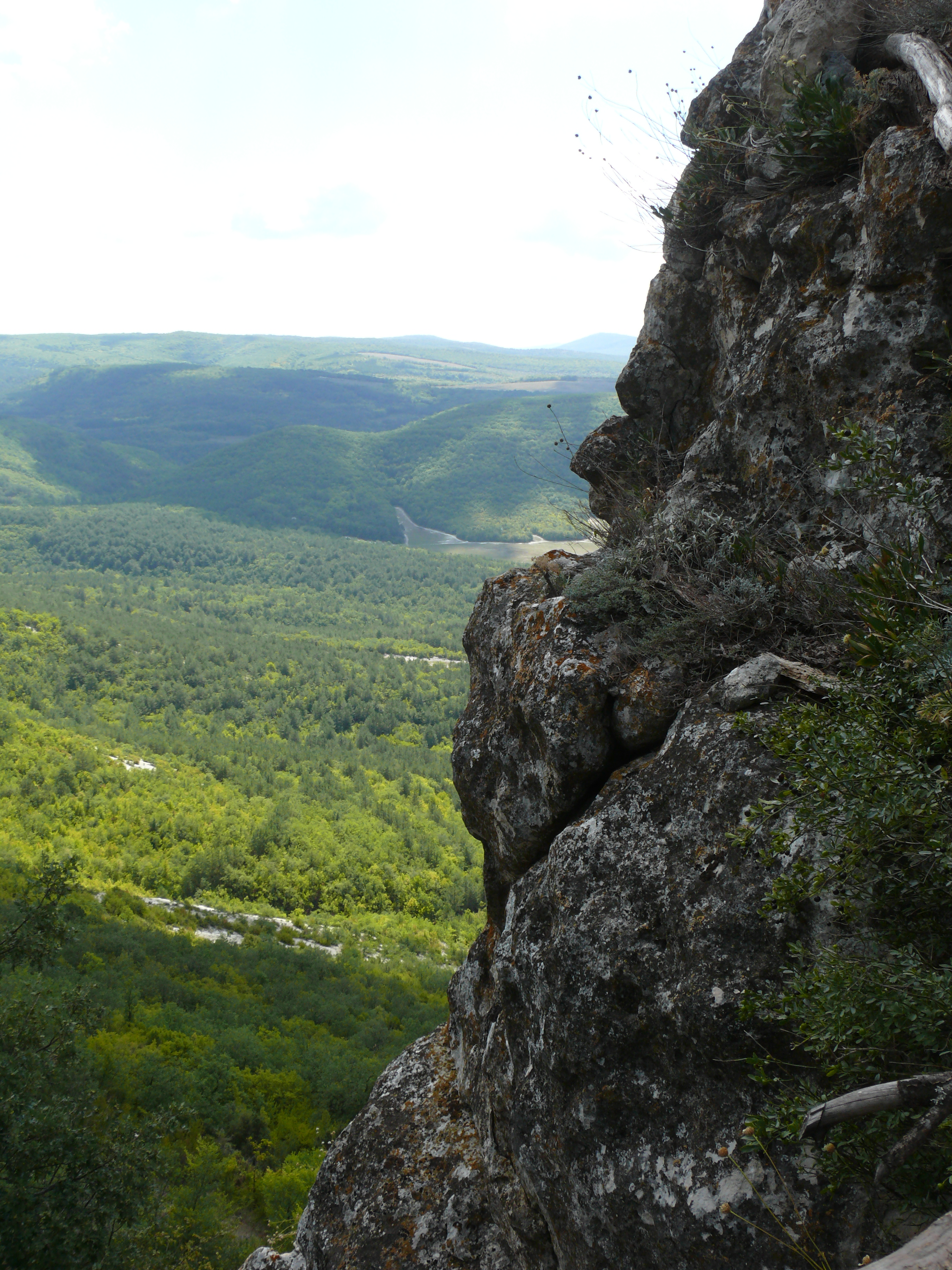